# Corona (heráldica)
El uso de las coronas como un distintivo o marca de soberanía es muy antiguo. La primera que se fabricó con rayos derechos y ondeados fue para Apolonio, rey latino que se decía nieto de Apolo, cuando se formaron los artículos del combate entre Eneas y Turno. Traía una corona de oro de doce rayos, según Virgilio en el párrafo VIII de su Eneida.
Diodoro de Sicilia nos manifiesta que el pabellón de Alejandro y su casco fueron adornados de una corona de oro. David ganó una del rey Melcom, toda enriquecida de piedras preciosas, que colocó después sobre su cabeza. Y Salomón, su hijo y sucesor, trajo otra rayonada de oro y engastada de piedras preciosas.

## Griegos y romanos

Corona mural

Los primeros emperadores romanos de la familia de los Césares no traían otras coronas que de hojas de laurel, no solo por ser instituidas por coronas triunfales, sino también por la creencia que tenían de que las hojas de laurel no eran tocadas por el rayo de Júpiter.

Corona naval

Estos mismos no se atrevieron a tomar coronas de oro por la aversión que tenían el senado y el pueblo romano a la monarquía, no queriendo dar estas señales a sus emperadores más que por insignias militares de honor y de virtud. Sin embargo, es cierto que cuando los emperadores morían, el pueblo romano no les daba estas coronas, pero las toleraba en sus medallas y estatuas y cuando se ponían en el número de los dioses.
Al fin, toda esta modestia y cautela romana la mudó el abuso y la vanidad de sus emperadores, adelantándolo tanto, que no solo usaron vestidos y ornamentos reales, sino que también se atribuyeron, estando vivos, títulos divinos, que solo se les daban después de muertos.
Entre los griegos y romanos se encuentra el uso de diferentes formas de coronas, dándonos claro testimonio de ello sus historias, particularmente las ocho coronas distintas que daban por recompensa militar, teniéndose las unas en más estimación que las otras, según el motivo o causa por las que se concedían.
- La primera y principal en la estimación era la oval, hecha de mirto o arrayan y se daba a los generales de ejército y a otros capitanes que vencían a sus enemigos sin efusión de sangre y por otras acciones singulares.
- La segunda era la naval, que consistía en un círculo de oro, relevado de proas y popas de navío del mismo metal y se concedía a los capitanes y soldados que eran los primeros en entrar en los navíos contrarios con espada en mano para los abordajes.
- La tercera, la vallar o castrense, que era también de oro, relevada de palos y estacas y la daban los generales de ejército a los capitanes y soldados que derrotaban al enemigo y eran los primeros en abrir el paso en sus empalizadas.Augusto con la corona cívica

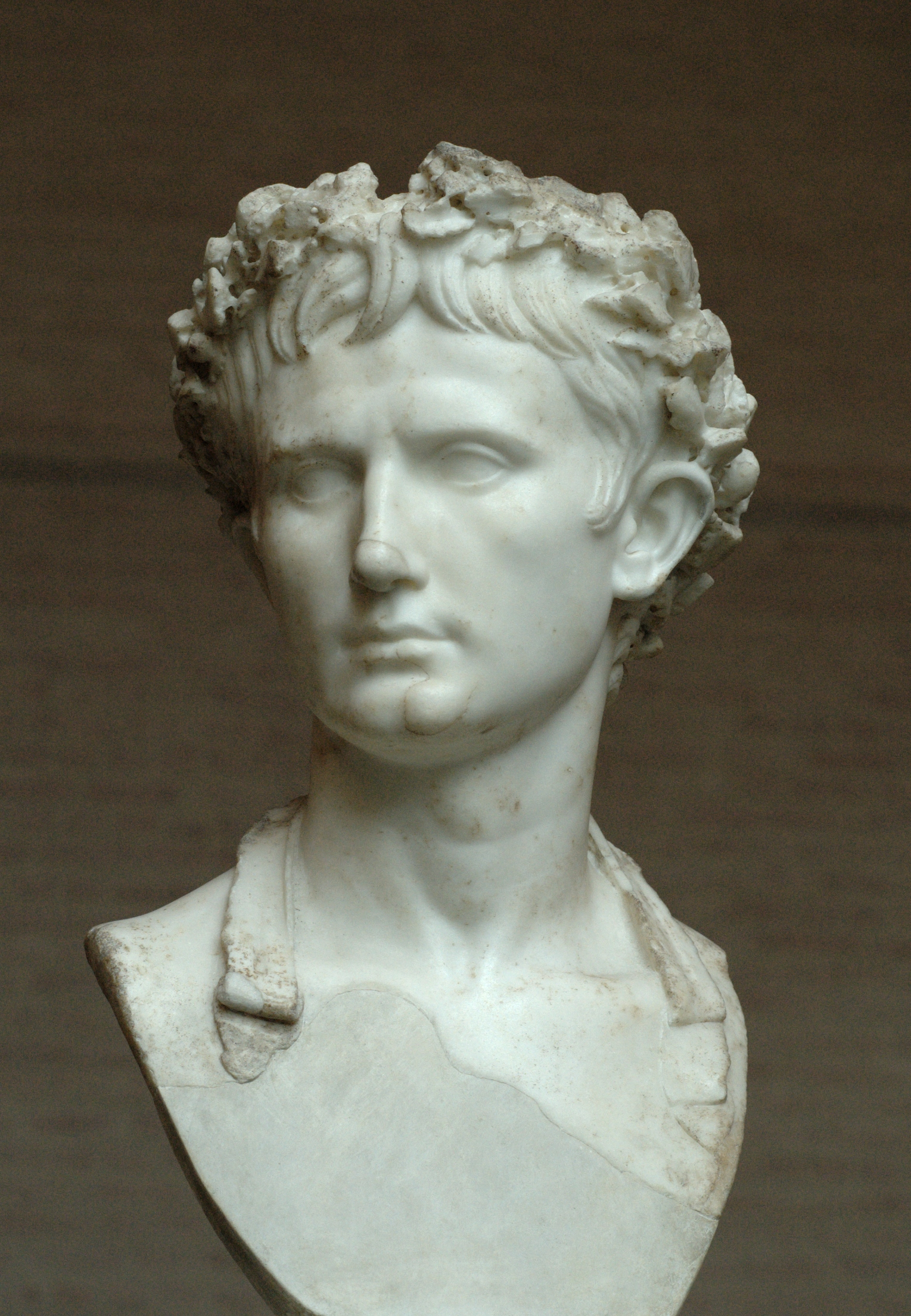
Augusto con la corona cívica

- La cuarta, la mural, que asimismo era un círculo de oro relevado con almenas y torres de lo propio y se daba al primero que escalaba la muralla de una ciudad o castillo sitiado poniendo sobre él el estandarte del general.
- La quinta, la cívica, que era hecha de ramos de encina verde y se honraba con ella al ciudadano romano que había conservado la vida a otro conciudadano en batalla o en sitio de alguna ciudad, la cual se tenía aun en mayor estimación que las precedentes por haberse dado a Augusto con el título de padre del pueblo, mandándose por el senado, para conservar su memoria, que se hiciesen monedas de oro y plata con su efigie rodeada de esta inscripción: Divus Augustas Pater y a la parte opuesta de ella grabada una corona con otros caracteres.
- La sexta, la triunfal, que se formaba de hojas de laurel, símbolo de la victoria y por esto se daba al general de ejército que había vencido algún pujante enemigo.
- La séptima, la gramínea u obsidional, que se componía de grama y de otras yerbas del campo donde estaba el enemigo y se daba al general del ejército que obligaba a descampar al contrario abandonando el terreno que ocupaba y a levantar el sitio que tenía sobre alguna plaza, villa o ciudad.
- La octava, la olímpica, que se hacía de cogollos de olivo y se concedía a los que por su capacidad y saber manejaban a satisfacción del pueblo romano los encargos de la paz y de la concordia entre dos enemigos.

Del uso de estas coronas y a su imitación después de la ruina y decadencia del imperio romano, vino el de coronarse los reyes y soberanos, poniéndolas también sobre sus escudos de armas por señal de dignidad, de poder, de soberanía, de autoridad y de imperio. Que con diversa hechura se diferencia cada una como las de los títulos que por concesión de los reyes se usan en todos los pueblos civilizados.

## Coronas en España

Corona del príncipe de Asturias

La corona de los reyes de España está formada de un círculo de oro, enriquecido de piedras preciosas, con ocho florones al modo de las hojas de apio, entrepuestos de una perla, levantados, cubiertos de otras tantas diademas cargadas de perlas, cerradas por lo alto, y sobre ellas unido a la parte que se juntan un globo de oro centrado y cruzado de una cruz llana de lo mismo, a causa del título de rey católico.
El primero de los reyes de España que se coronó, usando de cetro y vestiduras reales, fue el godo Leovigildo en los años de 574, teniendo su corte en Sevilla; y el rey Alfonso VIII, con la autoridad del papa Inocencio II, se coronó emperador de España, dando por eso el título y corona imperial a la ciudad de Toledo.
El príncipe de Asturias lleva la misma corona cerrada que el rey con la diferencia de poner solo cuatro diademas en lugar de ocho que tiene la del soberano. Véase corona del príncipe de Asturias
Los infantes usan de la misma corona, excepto que no tiene diadema alguna.

## Coronas de dirigentes

Corona real francesa

Los emperadores se coronaban antiguamente con tres coronas:

Corona imperial

- una de hierro en Pavía por rey de Lombardía
- otra de plata en Aquisgrán por rey de Alemania
- la tercera de oro en Roma por el papa, con la que se le declaraba emperador de Occidente y protector de la Iglesia.

La corona imperial que usan los emperadores, algo diferente de la que traían otras veces, es de oro como la de los reyes con ocho florones y un bonete de escarlata en forma de mitra, aunque no tan larga y apuntada con dos listas franjadas al cabo, pendientes una a cada lado, abierto, elevado y mantenido de dos diademas de oro cargadas de perlas, una a cada lado de la abertura, y saliendo del medio de ella otra diadema de lo mismo, que sostiene un globo centrado y cruzado de una cruz de oro.
La de los reyes de Inglaterra (corona de San Eduardo) es de oro realzada de cuatro flores de lis (por una imaginaria pretensión al reino de Francia) entrepuesta con cuatro cruces patees cubierta de cuatro diademas cargadas de perlas y sobre el lugar donde se juntan sus puntas un globo de oro cruzado de una cruz igual a las otras. Es más parecida a la corona del príncipe de Asturias.
La de los reyes de Escocia es similar a la de los reyes de Inglaterra, pero sin las perlas.
La de los reyes de Francia, antes de la revolución de fines del siglo XIX, estaba también formada de un círculo de oro con ocho flores de lis, cerrada de las mismas diademas cargadas de perlas cerradas, unidas y surmontadas de una doble flor de lis, que es la cimera de Francia. Pero después de la proclamación de Napoleón Bonaparte como primer emperador se utilizó como corona propia la del Imperio francés.
La de archiduque es un círculo relevado de ocho florones, cerrado con un bonete redondo de grana cubierto de cuatro diademas cargadas de perlas y sobre ellas, un globo de oro surmontado de una cruz de lo mismo.
La del gran duque de Florencia o de Toscana es una corona abierta casi a la antigua, guarnecida de dos grandes flores de lis esparcidas y de muchas puntas o rayos agudos y curvos entremezclados y terminados de pequeñas flores de lis.
Los señores que tienen tierras con título de principado se sirven de la corona a la antigua, el círculo de oro, esmaltado de diversos colores y levantado de doce puntas o rayos derechos y agudos,.
Los electores del Imperio traen un bonete de grana, la vuelta levantada con ocho puntas circulares de armiños, diademado de un medio círculo cargado de perlas, cimado de un globo centrado y surmontado de una cruz de oro. Bien que estos bonetes no son tan privativos de los electores que no los tomen también otros soberanos y príncipes de Alemania, donde hay otros que también son coronaciones de diferentes hechuras, que no pasan ni se tienen sino por cimeras.
El dux de Venecia, antes de usar de corona en calidad de rey de Chipre, traía un bonete grande curvo con punta de tela de oro, rodeado de un círculo de lo mismo, con puntas y pequeños globos en ellas, cubierto de pedreria, con dos lazos o franjas con puntas pendientes de la propia tela, y puestas a los dos lados.
El dux de Génova usa ya también de corona por rey de la isla de Córcega pero anteriormente traía un bonete de terciopelo negro piramidal, galoneado de oro.
El sultán o emperador de los turcos no usa de corona de oro sobre su cabeza ni menos sobre el escudo de armas. Pero trae un gran turbante vacío por dentro y cubierto por fuera de una tela fina blanca de algodón, redondeada por medio de un hilo de alambre areado que lo tiene extendido y le da su forma, adornado en cada uno de sus dos lados con una riquísima joya de diamantes y carbunclos de donde salen dos plumajes de garza y penden gruesas perlas y algunas veces crecientes o medias lunas que son las armas de su imperio, teniendo dos cadenas de oro y pedrería que pasan de uno a otro lado por delante del turbante.
Los bajáes y otros grandes señores de aquel país traen un turbante de diferente forma, que hace cada uno a su fantasía.

## Coronas nobiliarias

Corona ducal

Aunque las coronas no sean marcas de antigua nobleza, se traen por símbolo titular y por distinción de la dignidad que pertenece a cada uno, pues ninguno por su nacimiento tiene derecho a timbrar con corona su escudo, sino los hijos primogénitos de emperadores, reyes y príncipes soberanos. Sin embargo, está concedido este honor a los duques, marqueses, condes, etc. no por su persona ni menos por su nacimiento sino por la dignidad y jurisdicción de los estados y tierras que poseían que por ser diferente la forma de cada una, se describirán por el orden siguiente.
- La de los duques que son grandes, es toda de oro engastado el círculo de pedrería y perlas, realzado de ocho florones, semejantes a las hojas de apio o perejil. La corona ducal no debía nunca ponerse sin el manto forrado de armiños, por ser todo propio de esta dignidad. Véase corona ducal
  - Los duques que no son grandes, los generales de ejército, los almirantes y otros títulos semejantes y de igual carácter, según la opinión de algunos, pueden traer la misma corona que los duques grandes. Algunos quieren sin embargo que su corona tenga alguna diferencia de forma que como la de éstos es de oro, sea la de los otros de plata, pareciéndoles por esto a muchos que los florones sean también bajos, y al modo de las hojas de trébol.Corona de marqués

Corona de marqués

- Los marqueses la traen sobre sus armas, y no en otra parte: es de oro realzada de cuatro florones con doce perlas puestas entre los florones de tres en tres y sobre pequeñas puntas que las levantan del círculo engastado de piedras y de perlas.
- La de los condes es también de oro, guarnecido su círculo de pedrería, y realzado de dieciocho gruesas perlas: esta corona la traen sobre sus escudos de armas y no en otra parte. Véase corona condal
- La de los vizcondes consiste en solo un círculo de oro puro o una corona esmaltada y relevada de cuatro perlas gruesas sostenidas de puntas de oro.
- La de los barones es un solo círculo de oro esmaltado y rodeado en banda de un brazalete doble o filete de perlas comunes, viniendo a ser el todo como un bonete.

Las reinas, princesas y otras damas tienen el derecho y privilegio de poner las mismas coronas en sus armas que por los títulos usan los maridos en las suyas.

Corona de hidalgo

## Abusos en el uso de coronas
Esta es la regularidad que hay de coronas y se observa en todo el mundo a excepción de aquellos que, llenos de vanidad o de ignorancia, acostumbran poner en sus armas indiferentemente cualquiera corona o creyendo que el ponerla de duque, marqués, conde, etc. consiste en la voluntad del grabador o al arbitrio del que las usurpa. Pero este abuso confunde las dignidades y aun los grabados de nobleza y por tanto sería útil y conveniente proscribirle.
Para evitar esos abusos y otros que estaban ya introducidos en los años de 1586, Felipe II, rey de España, mandó expedir un real edicto, fecha en San Lorenzo en 8 de octubre del mismo año, cuyo tenor es como sigue:
Otrosí, por remediar el gran desorden y esceso que ha habido y hay en poner coronas en los escudos de armas de los sellos y reposteros; ordenamos y mandamos que ninguna ni algunas personas puedan poner ni pongan coroneles (voz general para la inteligencia de las coronas en aquel tiempo) en los dichos sellos ni reposteros, ni en otra parte alguna donde hubiere armas, escepto los duques, marqueses y condes, los cuales tenemos por bien que los puedan poner y pongan, siendo en la forma que les toca tan solamente y no de otra manera, y que los coroneles (esto es, las coronas) puestos hasta aquí, se quiten luego y no se usen ni traigan ni tengan mas.
Para la observancia de este decreto se impone en él la pena de diez mil maravedís por cada vez que se incurra en la trasgresión y cuya exacción se aplica en la forma ordinaria por terceras partes al denunciador, juez que lo sentenciare y obras pías.
Aunque esta ley prohíbe a toda suerte de personas el uso de poner coronas en los escudos de armas, etc., a excepción de los duques, marqueses y condes, deben entenderse también exceptuados los vizcondes y barones, las ciudades, villas, lugares y organizaciones que por privilegio especial tienen permiso de ponerla, habiéndola usado antes y después de esta pragmática la villa de Madrid por concesión de Carlos I llamada por esto coronada y otras familias que por servicios muy señalados tienen esta prerrogativa de los reyes.

## Galería

### Clases de coronas (heráldica española)

#### De títulos reales

Corona imperial
Corona real
Corona del rey de España
Corona del príncipe de Asturias
Corona de infante de España

#### De nobleza

Corona de grande de España
Corona de duque
Corona de marqués
Corona de conde
Corona de vizconde
Corona de barón
Corona de señor
Corona de hidalgo
Corona de rey de armas

#### Coronas militares[1]

Capitán general[2]
General de Ejército General del Aire Almirante general Propuesta
Teniente general Almirante[2]
General de división Vicealmirante[2]
General de brigada Contraalmirante[2]
Coronel Capitán de navío[2]

Corona naval
Corona castrense

#### Institucionales

Corona mural
Corona mural de diputación o veguería
Corona mural de comarca
Corona mural de ciudad
Corona mural de villa
Corona mural de pueblo

### Ciudad del Vaticano

Tiara papal (o triple corona)

### Andorra

Copríncipes

### Europa Central

Corona del Sacro Imperio Antigua representación heráldica
Corona del Sacro Imperio Moderna representación heráldica
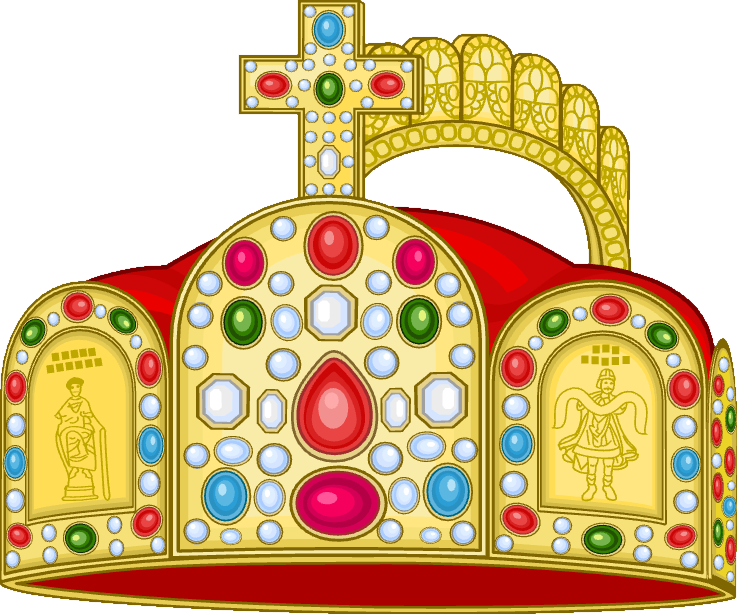
Corona del Sacro Imperio                                                        Variante de la representación heráldica
Corona imperial Imperio austríaco
Corona imperial Imperio alemán
Corona de la emperatriz                                                                                 Imperio alemán
Corona del príncipe alemán                                                                                Imperio alemán
Soberano: rey, gran duque o príncipe (genérica)
Corona de San Esteban (Hungría)
Corona de San Venceslao (Bohemia)
Corona real (Reino de Serbia)
Corona de Guillermo II (Reino de Prusia)
Corona real (Reino de Baviera)
Corona real (Reino de Wurtemberg)
Corona del rey de romanos (Primitiva)
Corona del rey de romanos (antigua)
Corona del rey de romanos (moderna)
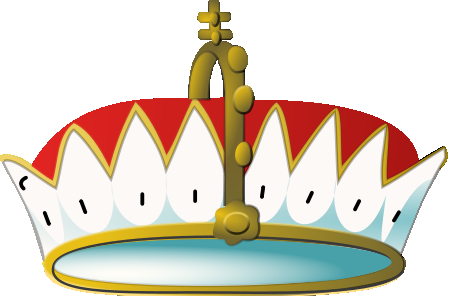
Birreta de archiduque (antigua)
Birreta de archiduque (moderna)
Corona de archiduque
Birreta electoral (primitiva)
Birreta electoral (antigua)
Birreta electoral y ducal (moderna)
Birreta ducal de Estiria
Corona ducal
Birreta de príncipe
Corona del Gran Principado de Transilvania
Corona de príncipe
Corona de landgrave (con forro)
Corona de landgrave (sin forro)
Corona de los príncipes mediatizados
Corona de conde (antigua)
Corona de conde (moderna)
Corona de barón (Freiherr)
Corona de barón (antigua)
Corona de nobleza (antigua)
Corona de nobleza (moderna)

Alemania (desde 1918)

Volkskrone (Corona del pueblo)
Corona mural de los escudos de los distritos de Berlín

Austria (desde 1918)

Corona mural del escudo nacional
Corona mural del escudo de Baja Austria

### Bélgica

Real
Príncipe de la familia real
Príncipe
Duque
Marqués
Conde
Vizconde
Barón
Caballero
Príncipe (antigua)
Conde (primera)
Conde (antigua)
Barón (antigua)

### Brasil

Capitales (excepto Brasilia)
Ciudad
Villa
Pueblo

#### Imperio del Brasil(1841-1889)

Emperador (Pedro II)
Emperador (Pedro I)
Príncipe heredero
Príncipe
Duque
Marqués
Conde
Vizconde
Barón

### Bulgaria(1908 - 1946)

Corona del Estado
Zar
Zarina
Príncipe
Princesa
Princesa Menor

### Bután

Real

### Chile

Municipalidades
Corona Real de Isla de Pascua

### Reino de Croacia

Corona de Zvonimir

### Dinamarca

Real
Príncipe heredero
Príncipe
Duque
Marqués
Conde
Barón
Nobleza no titulada

### Francia

Capital
Capital de Departamento[3]
Comuna[3]

#### Reino de Francia

Real
Delfín
Hijo de Francia (Hijos del rey o del delfín)
Príncipe de sangre
Duque y Par de Francia
Duque
Marqués y par de Francia
Marqués
Conde y par de Francia
Conde
Conde (antigua)
Vizconde
Vidame
Barón
Señor
Burelete de caballero

##### Imperio Napoleónico

Emperador (I Imperio)
Emperador (II Imperio)
Príncipe Soberano
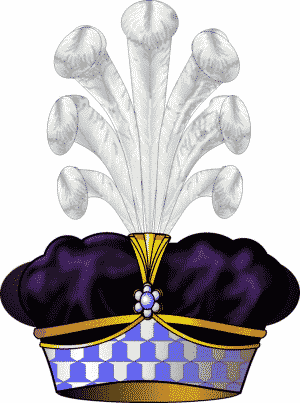
Príncipe
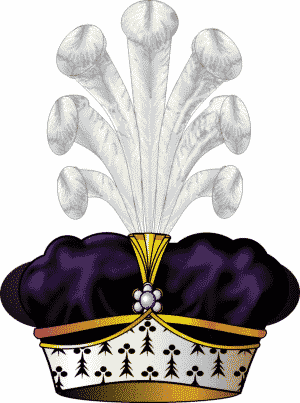
Duque
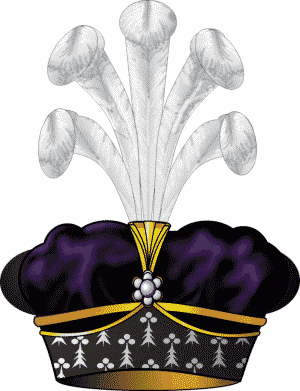
Conde
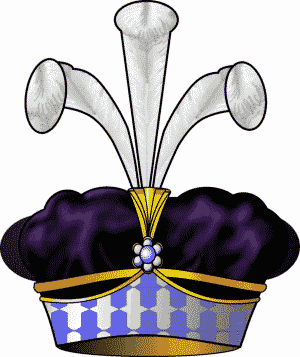
Barón
Caballero
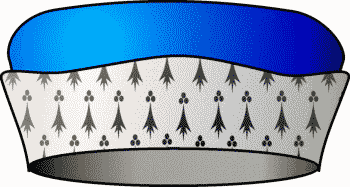
Birrete de Honor

Monarquía de Julio

Rey de los franceses

### Reino de Georgia

Corona real de Georgia, también conocida como "Corona Ibérica"

### Reino de Grecia

Corona del Rey de los Helenos

### Italia

Provincia
Ciudad
Municipio

#### Reino de Italia(1861 - 1946)

Real
Príncipe heredero
Príncipe real
Príncipe de sangre
Príncipe
Duque
Marqués
Conde
Vizconde
Barón
Noble
Caballero hereditario
Patricio

#### Estados italianos antes de 1861

Corona de Hierro
Gran duque de Toscana
Dux de Venecia
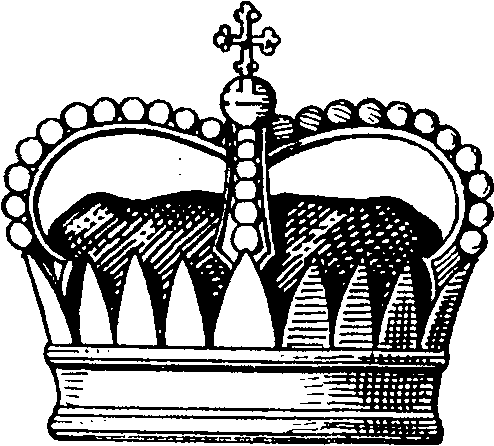
San Marino

### Jordania

Real

### Luxemburgo

Gran duque

### Principado de Mónaco

Príncipe

### Países Bajos

Real
Príncipe de la familia real (hijo del monarca)
Príncipe de la familia real (nieto del monarca)
Príncipe
Duque
Marqués
Conde
Vizconde
Barón
Caballero
Corona de nobleza
Príncipe (antigua)

### Noruega

Real
Real                                                                                               (Escudo del monarca)
Príncipe heredero
Conde
Barón
Corona de nobleza

### México

#### Primer Imperio Mexicano/Segundo Imperio Mexicano

Imperial (I Imperio)
Imperial (II Imperio)

### Polonia

#### Reino de Polonia

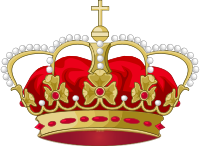
Real (Moderna)
Real (Antigua)
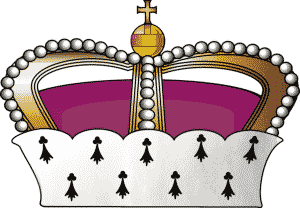
Príncipe
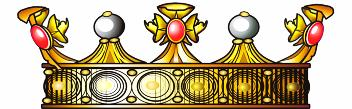
Corona de nobleza

### Portugal

Capital
Ciudad
Villa
Freguesia
Región administrativa (1930-1999)

#### Reino de Portugal(hasta 1910)

Rey
Otra representación de la corona real
Príncipe heredero
Príncipe de Beira
Infante
Duque
Marqués
Conde
Vizconde
Barón

### Reino Unido

Corona de San Eduardo
Corona Tudor/Corona Imperial del Estado
Corona de Escocia
Príncipe heredero
Príncipe (hijos del monarca)
Príncipe (hijos del heredero)
Príncipe (otros nietos del monarca)
Duque
Marqués
Conde
Vizconde
Barón

### Rumanía

Capital
Ciudad
Villa
Pueblo

#### Reino de Rumanía(1881-1947)

Rey (Corona de Acero)

- Rey
(Corona de Acero)

### ImperioyZarato Ruso

Imperial
Gorro de Monómaco
Príncipe
Conde
Barón
Corona de nobleza

### Suecia

Real
Príncipe heredero
Duque
Conde
Barón
Nobleza no titulada
Corona mural

### No nacionales

Corona astral
Corona castrense
Corona celestial
Corona mural
Corona naval
Corona oriental

### Otras coronas

Gran Corona de la Victoria (Siam/Tailandia)
Corona real de Tonga
Corona Imperial de Qajar (Irán)
Corona Imperial Pahlavi (Irán)
Corona imperial de Etiopía
Corona real de Hawái
Corona real de Tahití
Coronel estrellado (Estados Unidos)
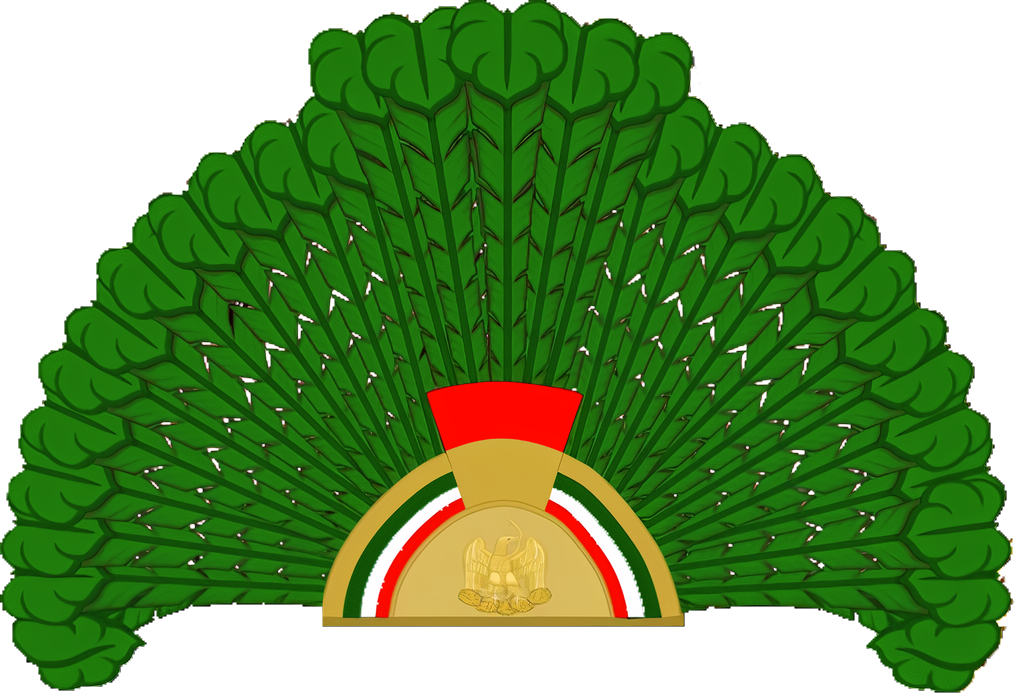
Penacho de Moctezuma (Imperio Azteca)
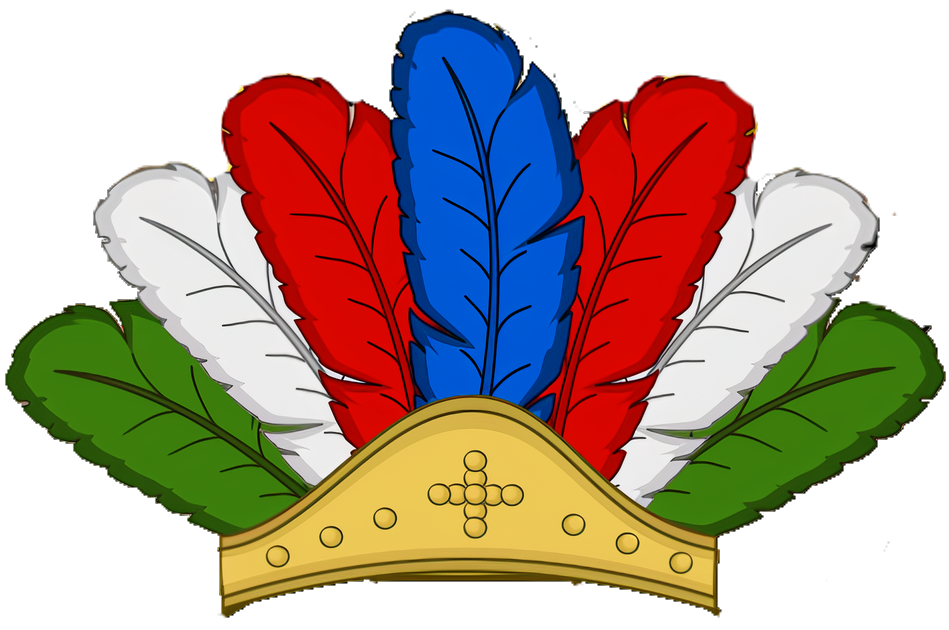
Penacho de los Tlatoanis Aztecas (Imperio Azteca)
Corona de Skanderbeg (Albania)

## Coronas como muebles heráldicos
En heráldica, un mueble es toda figura que aparece representada dentro del campo del escudo propiamente dicho. En muchos escudos se muestran coronas como muebles, uno de los ejemplos más conocidos son las tres coronas abiertas que se muestran en el escudo de Suecia.
Al margen de todo lo  anterior, un gran número de animales (frecuentemente leones y águilas) y en ocasiones inclusos rostros humanos aparecen coronados. Cuando un animal se representa con una corona abierta colocada sobre su cuello, se le describe como colletado.

Escudo de Suecia
Una corona abierta de oro, ocupa un lugar destacado en el escudo de Ronda, provincia de Málaga (España).
Un águila bicéfala con sus dos cabezas coronadas y surmontada de otra tercera, de mayor tamaño, en el escudo de Lago Ranco (Chile).
Tres coronas indígenas de oro, en el segundo cuartel de las armas de Michoacán (México).
Dos coronas reales en el escudo de Mugardos, provincia de La Coruña (España).
El unicornio, soporte escocés de los escudos del Reino Unido y de aquella región. Consiste en la figura de un unicornio de plata colletado de una corona real inglesa abierta oro.